# Associação Atlética Ordem e Progresso
A Associação Atlética Ordem e Progresso, mais conhecido como Ordem e Progresso, foi um clube de futebol brasileiro da cidade de São Paulo.

## História
Fundado em 1916 no bairro do Canindé, o clube foi filiado à Associação Paulista de Esportes Atléticos, tendo participado das divisões menores do Campeonato Paulista organizado pela liga.
Com a cisão futebol paulista em 1935, o clube manteve-se filiado à APEA e participou pela primeira vez do campeonato de elite da entidade em 1935 e 1936, embora sem a participação das equipes mais fortes do estado como Corinthians, Palestra Itália, Santos e São Paulo, que disputaram a competição da Liga de Futebol do Estado de São Paulo. Com a dissolução da APEA em 1937, o Ordem e Progresso filiou-se à nova liga, tendo sido campeão da Segunda Divisão em 1939.
Suas cores eram azul e amarelo. Seu uniforme era uma camisa amarela, calções azuis e meias brancas, semelhante ao da seleção brasileira atual.[carece de fontes?]

## Títulos
- Campeonato Paulista - Série A2 = 1934
- Campeonato Paulista - Série A3 = 1929